# Afranthidium minutulum
Afranthidium minutulum är en biart som först beskrevs av Brauns 1905.  Afranthidium minutulum ingår i släktet Afranthidium och familjen buksamlarbin. Inga underarter finns listade i Catalogue of Life.